# Parque nacional de Khao Sam Roi Yot
El Parque nacional marino de Khao Sam Roi Yot (en tailandés, เขาสามร้อยยอด) es un área protegida del centro de Tailandia, en la provincia de Prachuap Khiri Khan. Tiene 98,08 kilómetros cuadrados de extensión, de los cuales 20,88  km² son zonas marinas. Fue declarado en 1966, el cuarto del país y el primero de carácter marino. 
Animales raros en el parque incluyen el serau chino (Nemorhaedus sumatraensis), el langur de anteojos (Trachypithecus obscurus), así como muchas especies de aves. En el mar, aparece ocasionalmente el delfín del río Irawadi (Orcaella brevirostris).
Se encuentra en la costa occidental del golfo de Tailandia. Presenta variedad de paisajes, desde montañas de caliza con máxima altitud de 605 m s. n. m., a marismas de agua dulce, llanuras costeras, playas e isla frente a la costa.